# MiBici

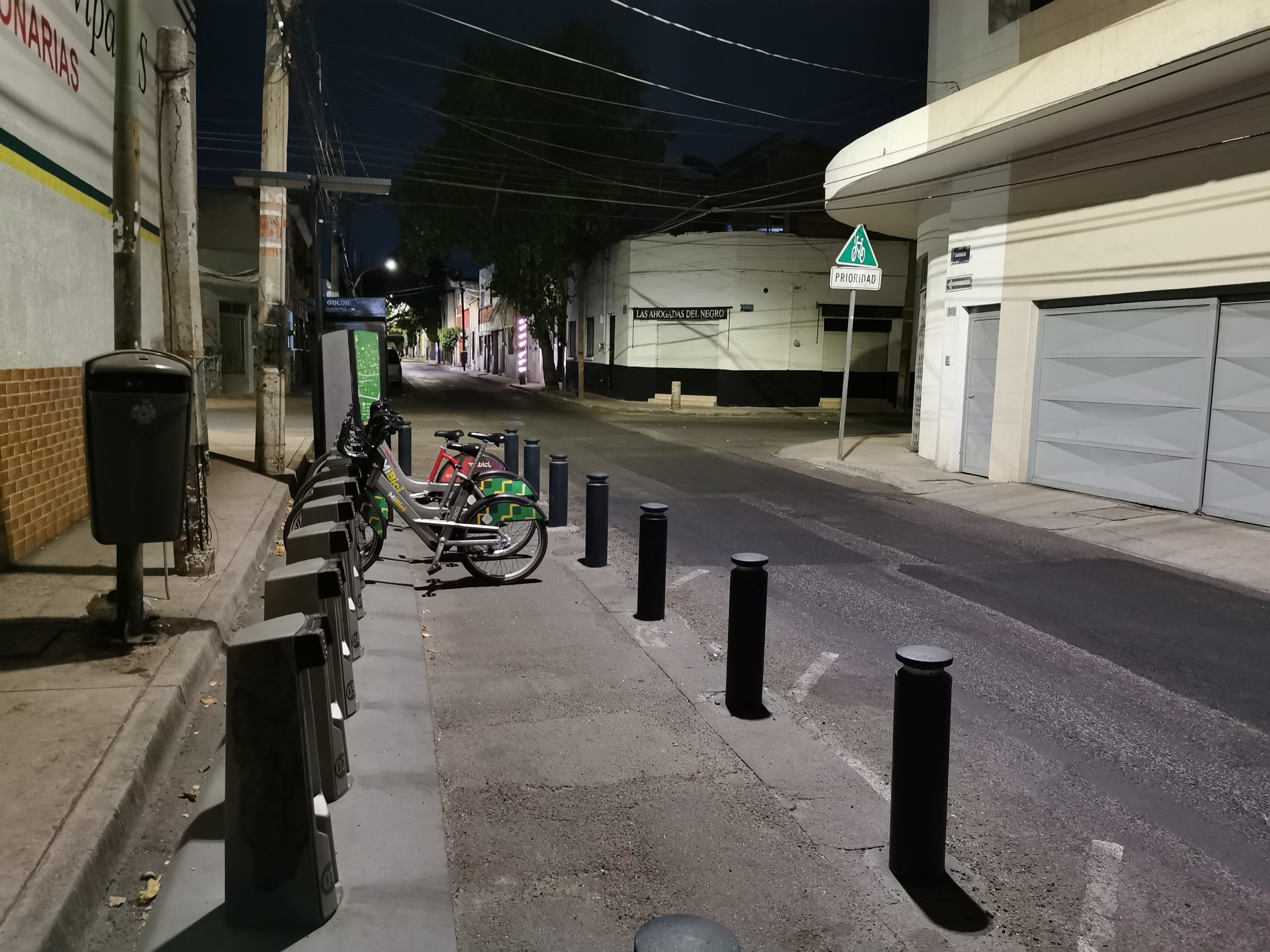
Foto que lo ilustra

MiBici es un servicio de transporte público basado en una red de bicicletas compartidas. El servicio tiene presencia en el área metropolitana de Guadalajara, con estaciones en Guadalajara, Zapopan y Tlaquepaque. 
MiBici es un proyecto del Gobierno del Estado de Jalisco, siendo coordinado por la Agencia Metropolitana de Servicios de Infraestructura para la Movilidad (AMIM) con el fin de fomentar el uso de transporte masivo mediante medidas complementarias de transporte personal como las bicicletas.
Es administrado por BKT bicipública desde su inicio.

## Historia
El servicio de MiBici fue lanzado al público el día 1 de diciembre de 2014 con 860 bicicletas y 86 estaciones en el centro de Guadalajara.
Durante el 2015 MiBici se expandió al centro de Zapopan, sumando 300 bicicletas y 30 estaciones, haciendo posible la conexión entre Guadalajara y Zapopan para recorridos ciclistas.
Un año después Tlaquepaque se conectó a la red de MiBici con 120 estaciones nuevas y un total de 1,100 bicicletas.
En agosto del 2016 el sistema contó con 236 estaciones y 2,200 bicicletas.
A finales de 2018, el sistema se amplió hasta alcanzar las 274 estaciones, 2,446 bicicletas y una cobertura de 1,100 hectáreas en los municipios metropolitanos de Guadalajara, Zapopan y Tlaquepaque.
En agosto del 2021 concluyó la cuarta etapa del programa en la cual se instalaron 26 nuevas ubicaciones: 15 en el municipio de Guadalajara y 11 en Zapopan, actualmente Mi Bici cuenta con 3,200 bicicletas y 300 estaciones.

## Servicio
Los usuarios pueden utilizar las bicicletas en dos modalidades, la primera es como suscriptor anual, la segunda es como suscriptor temporal. Los usuarios anuales poseen una llave con la cual pueden desanclar las bicicletas de las estaciones, los usuarios temporales introducen un código para realizar la liberación.
El uso de las bicicletas está pensado para ser realizado en rangos de 30 minutos, dentro de los cuales se debe regresar la bicicleta para poder tomar una nueva sin incurrir en cargos. Cuando se utiliza la bicicleta por periodos de más de 30 minutos se incurren en cargos. Los domingos el uso de las mismas se extiende a los 45 minutos, esto para incentivar el uso durante la vía recreativa que circula en los 3 municipios donde el programa funciona
Las estaciones de bicicletas están disponibles las 24 horas del día para anclar las bicicletas, mientras que los horarios para poder liberarlas son de las 5:00 a. m. a las 00:59 a. m.

## Iniciativas
MiBici ha realizado intervenciones con diferentes objetivos a cambio de viajes en su sistema.
Como parte de promoción de su servicio se realizaron préstamos con una duración de 45 minutos de servicio sin costo adicional en vez de los tradicionales 30.
En el 2017 canjearon viajes por ayuda humanitaria que se enviaría a los damnificados del terremoto del 19 de septiembre.
A agosto de 2018 se dispone de la siguiente información:
- Cantidad de viajes totales
- Cantidad de viajes por día
- Cantidad de viajes por ciudad
- Cantidad de viajes por estación
- Cantidad de suscriptores anuales por año
- Cantidad de suscriptores anuales por mes
- Cantidad de suscriptores temporales por año
- Cantidad de suscriptores temporales por mes

## Sistemas de bicicletas compartidas en México
Además del sistema MiBici ubicado en Guadalajara, hay otros servicios de bicicletas compartidas en México en varias ciudades de la República: Ecobici en la Ciudad de México, HUIZI en Toluca, BiciCapital en Pachuca, BiciPuebla en Puebla y QroBici en Querétaro.